# Argentijns leger
Het Argentijns leger is de landmacht van het Zuid-Amerikaanse land Argentinië.
Het omvat sedert 1912 ook een luchttak die met vliegtuigen en helikopters een ondersteunde rol heeft.
De president van Argentinië is de hoogste bevelhebber van het leger.

## Geschiedenis
Het Argentijnse leger werd officieel vier dagen na de omverwerping van het Spaanse koloniale regime, op 29 mei 1810, opgericht.
Het werd gevormd uit koloniale milities en lokale regimenten die eerder tegen een Britse invasie van de kolonie hadden gevochten.
Het leger streed vervolgens met succes tegen de Spanjaarden die de rebellie de kop wilden indrukken.
Gedurende de burgeroorlogen die volgden brak het leger op onder de verschillende provinciale krijgsheren die oorlog voerden tegen het centraal bestuur in Buenos Aires.
Tijdens de oorlog met het Braziliaanse Keizerrijk midden jaren 1820 was het weer kortstondig verenigd.
Pas toen een grondwet werd aangenomen en alle provincies een nationale overheid erkenden werd het leger opnieuw samengevoegd.
Het vocht vervolgens met Brazilië tegen Uruguay in de Oorlog van de Drievoudige Alliantie en zette een veldtocht in om Patagonië te veroveren op de indianen die geregeld op plundertocht gingen.

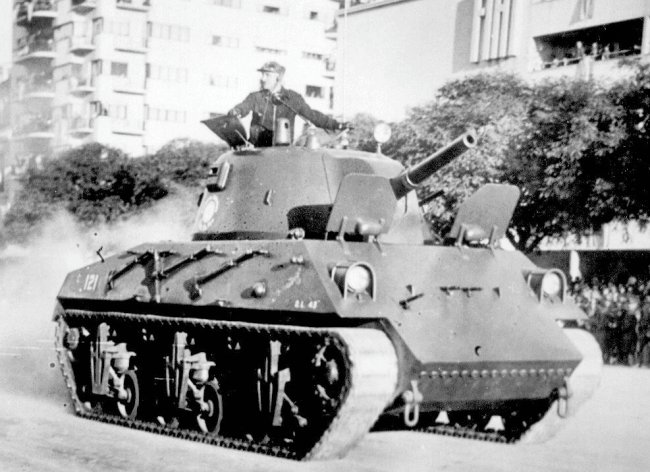
Argentijnse Nahuel-tank uit de Tweede Wereldoorlog.

Argentinië stond voornamelijk in de Pruisische invloedssfeer en gedurende de twee wereldoorlogen stonden de meeste officieren van het leger dan ook achter Duitsland.
In 1930 werd president Hipólito Yrigoyen afgezet door een kleine groep militairen.
Een nieuwe staatsgreep in 1943 bracht kolonel Juan Perón aan de macht.
Ondanks diens populariteit werd zijn beleid steeds repressiever wat ertoe leidde dat hij in 1955 door het leger werd afgezet.
Ook in de jaren 1960 werd tweemaal een president afgezet.
Al die politieke inmenging verzwakte de cohesie binnen het leger dusdanig dat verschillende eenheden zelfs elkaar bevochten.
In 1966 greep het leger zelf de macht en een junta bestuurde het land tot 1973.
In dat jaar brachten verkiezingen Héctor José Cámpora aan de macht, die enkele maanden later weer aftrad om Péron, na twintig jaar ballingschap in Spanje, opnieuw aan de macht te laten.
Toen die een jaar later overleed nam zijn echtgenote Isabel Martínez de Perón zijn functie van president over.
Haar bewind was echter zwak en revolutionaire groeperingen staken opnieuw de kop op.
Een nieuwe junta greep de macht en drukte ze de kop in, maar ging daarbij bijzonder gewelddadig te werk in wat ze zelf een vuile oorlog noemden.

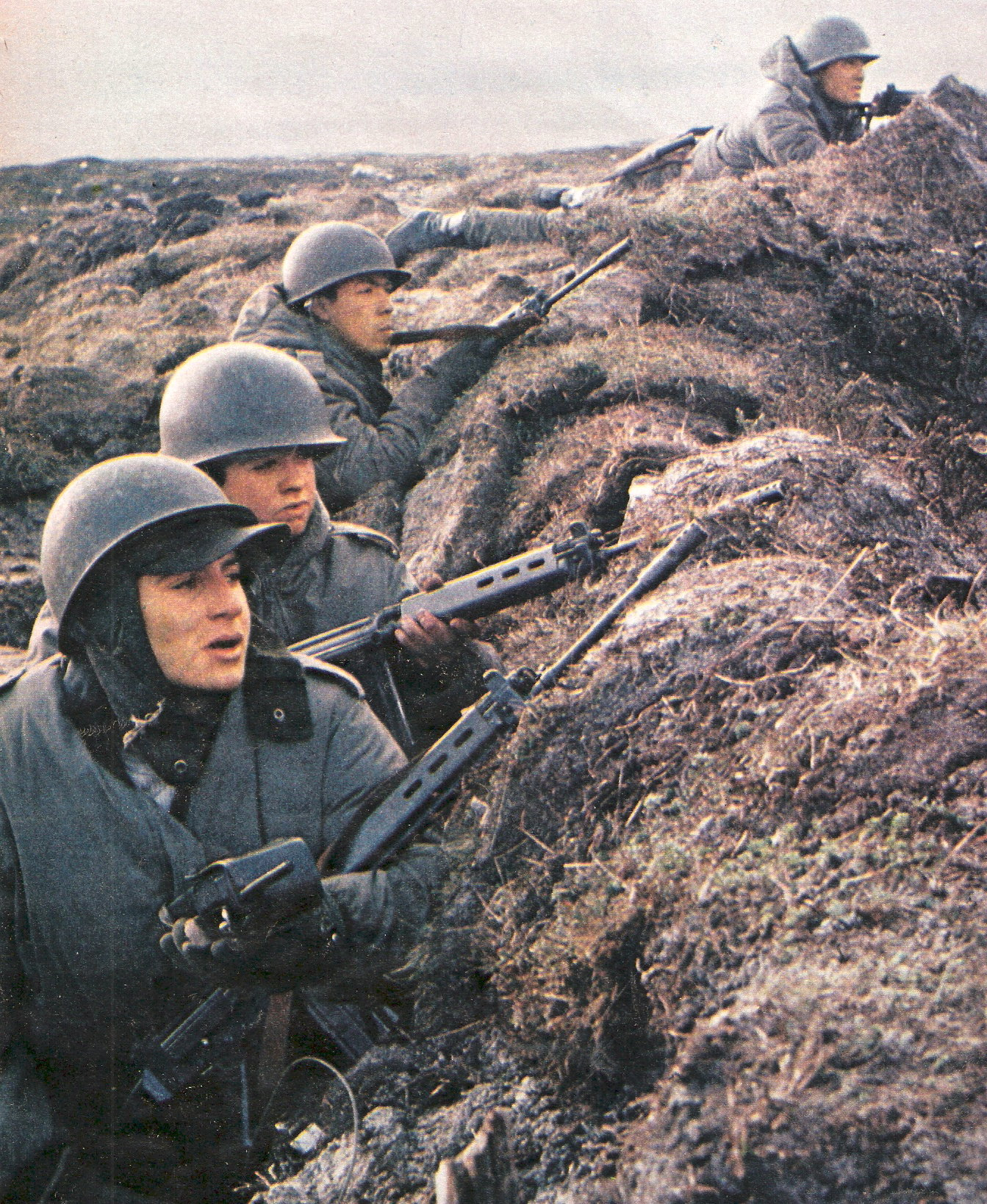
Argentijnse soldaten tijdens de Falklandoorlog

Op 2 april 1982 startte Leopoldo Galtieri de invasie van de Falklandeilanden, of operatie Rosario, nadat de onderhandelingen met het Verenigd Koninkrijk uitliepen. Het Argentijnse leger nam deel aan operatie Rosario en de opvolgende bezetting. Legereenheden verdedigden ook de amfibische landing in San Carlos Water op 21 mei. Ook vocht het leger met de Britten bij Goose Green, Mount Kent, en bij gevechten rondom Port Stanley die leidden tot de wapenstilstand op 14 juni nadat Argentijnse troepen zich overgaven.
Aan de Argentijnse kant werden er 194 gedood en vielen er 1.308 gewonden. Ook verloor het Argentijnse leger veel materieel. Na de oorlog was het leger verzwakt op gebied van materieel, personeel, moreel en invloed in de regio. De gebeurtenis tijdens de Vuile Oorlog combinatie met het verlies van de Falklandoorlog versnelden de val van de junta. Onder leiding van generaal Reynaldo Bignone werd het proces gestart om terug te keren naar een democratie in 1983.

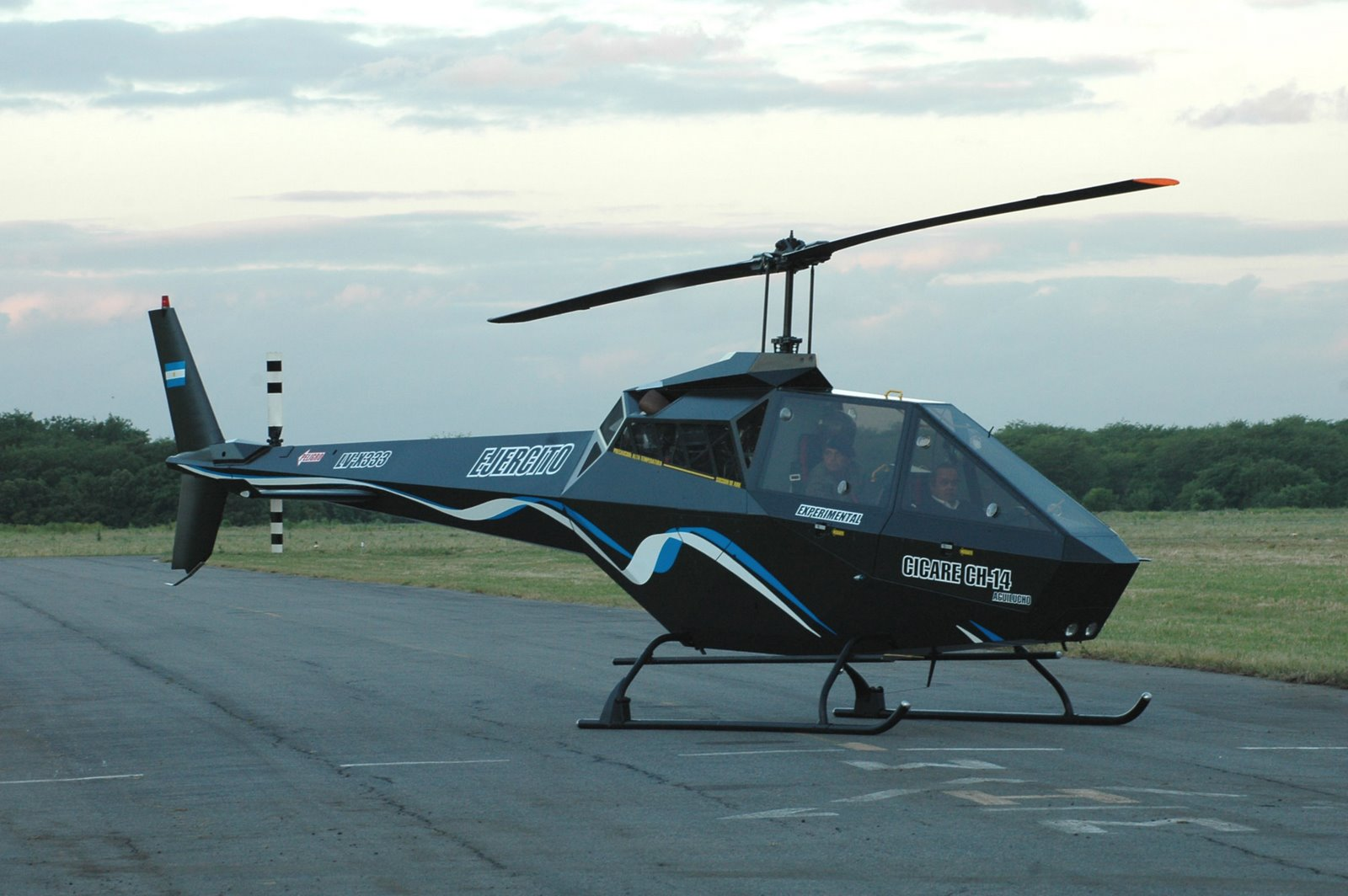
Een Cicare CH-14-helikopter van Argentijnse makelij (2007)

Sindsdien is het leger ingekrompen en is het budget verlaagd.
Ook is wettelijk bepaald dat het zich niet langer kan mengen in binnenlandse civiele conflicten.
Verder is de dienstplicht afgeschaft en is het leger meer geprofessionaliseerd.
Het is nu gericht op deelname aan vredesoperaties onder VN-vlag.